# Chatyndy
Chatyndy est un village dans la province d'Och, au Kirghizistan. Avec ses 4 013 mètres d'altitude, elle est la plus haute commune du pays.